# Registre du commerce et des sociétés (France)
Cet article concerne le registre du commerce de la France. Pour les autres pays, voir Registre national des sociétés.
Le registre du commerce et des sociétés (RCS) se présente comme un casier qui centralise un certain nombre d'informations légales. En France, toute personne physique ou morale qui a la qualité de commerçant doit s'inscrire à ce registre.

## Histoire
Le registre du commerce et des sociétés (RCS) français a été créé en 1919 afin de constituer un instrument de connaissance des entreprises françaises et d'information des tiers, permettant ainsi d'assurer la sécurité du monde des affaires.  
C'est un héritage du droit allemand. En effet, lorsque la France a récupéré l'Alsace et la Lorraine après la Première Guerre mondiale en 1918, cette partie du territoire était soumise au droit allemand. Voyant que ce système fonctionnait bien avec les entreprises allemandes, la France a décidé de l'introduire dans son droit par une loi postérieure.[réf. souhaitée]
À ses débuts, le RCS est très imparfait, il se contente de dresser un simple répertoire de renseignements qui ne compte aucune sécurité.
Première amélioration, la loi du 26 juin 1920 qui impose l'obligation de fournir des pièces justificatives et des déclarations.
Le décret du 9 août 1953 a soumis le registre du commerce à un véritable contrôle mais aussi à des procédures strictes[Lesquelles ?].
L'ordonnance du 27 décembre 1958 permet l'instauration de vraies sanctions pénales ainsi le fait de ne pas demander son immatriculation ou de ne pas modifier ses déclarations en cas de changements de propriétaires est passible d'une amende de 3 500 €.
L'année 1973 marque aussi un grand changement dans l'évolution du RCS. En effet, grâce à l'informatisation, celui-ci devient plus complet mais aussi plus rapide.
Le 13 septembre 2022, la CNIL dévoile l'amende de 250 000 euros prononcée à l'encontre du GIE INFOGREFFE pour des infractions au RGPD, à savoir le stockage du mot de passe des utilisateurs en clair et sa délivrance par téléphone à un interlocuteur dont l'identité n'a pas été vérifié, mais également à cause du stockage de données personnelles supérieures à la durée maximale légale,.

## Contenu
Le registre du commerce permet de mettre à disposition du public une documentation précise sur les personnes physiques mais aussi morales, ainsi cette immatriculation sera utile pour le commerçant en trois dispositions :
- la publicité commerciale,
- le développement du crédit (précaution des banques),
- la sécurité des transactions.

Lorsqu’une procédure de sauvegarde ou de redressement judiciaire aboutit à l’adoption d’un plan et que celui-ci est convenablement exécuté depuis un certain temps, le maintien des mentions au RCS relatives à ces procédures est préjudiciable aux entreprises. Selon la CCI Paris Île-de-France, la réglementation en la matière mériterait d’être simplifiée afin d’en améliorer la cohérence et la lisibilité.
Le numéro RCS d'une société est composé de la mention RCS, du lieu d'immatriculation, d'une lettre (A pour commerçant, B pour société), et du numéro SIREN (ou numéro INSEE, organisme qui le gère) de l'entreprise (ex : RCS VANNES B 514 919 844).

## Tribunal de commerce
Le RCS est tenu par le tribunal de commerce. Les RCS des différents greffes de tribunaux sont centralisés dans le RNCS (registre national du commerce et des sociétés), qui est géré par l'INPI,.

## Interconnexion des registres en Europe
La Commission européenne publie, le 24 février 2011, une proposition de directive sur « L’interconnexion des registres du commerce en Europe » afin de donner une nouvelle impulsion au droit des sociétés européen, améliorer la confiance placée dans le marché, favoriser la reprise et accroître la compétitivité européenne. En effet, les sociétés et les consommateurs tirent de plus en plus parti du marché unique et, paradoxalement, éprouvent à l'époque des difficultés à obtenir l’information concernant leurs clients, fournisseurs ou partenaires commerciaux. L’ensemble des mesures proposées par la Commission européenne pour supprimer ces obstacles constitue un progrès incontestable, comme en témoigne par exemple la création d’un numéro d’identification européen. Le parlement européen vote le 13 juin 2012 la directive 2012/17/UE qui établit l'interconnexion des registres centraux, du commerce et des sociétés. La commission établit le 8 juin 2015 le règlement d'exécution 2015/884 établissant les spécifications techniques et les procédures nécessaires au système d'interconnexion « BRIS » ((en) Business Registers Interconnection System). L'interconnexion est effective depuis juin 2017 et permet de rechercher une entreprise européenne directement depuis le portail européen e-Justice.